# El carter sempre truca dues vegades
El carter sempre truca dues vegades (en anglès original: The Postman Always Rings Twice) és una pel·lícula estrenada el 1981, adaptació de la novel·la homònima de James M. Cain. Aquesta versió, basada en un guió de David Mamet i dirigida per Bob Rafelson, era protagonitzada per Jack Nicholson i Jessica Lange. Va ser rodada a Santa Barbara, Califòrnia. Aquesta pel·lícula ha estat doblada al català.

## Argument
Frank, un vagabund, s'atura en un restaurant rural de Califòrnia per a un àpat, i acaba treballant allà. El restaurant és portat per una dona jove, bonica, Cora, i el seu marit molt més gran, Nick, que és un immigrant de Grècia. Frank i Cora tenen un embolic. Cora (un personatge de  dona fatal ) està cansada de la seva situació, casada amb un home que no estima, i treballant en un restaurant que desitja tenir i millorar. Ella i Frank pensen assassinar Cran per començar una vida nova junts sense perdre el restaurant. El seu primer intent de l'assassinat és un fracàs, però finalment se'n surten.
El fiscal local sospita del que ha passat, però no té prou proves per demostrar-ho. Amb una tàctica pensada per aconseguir enfrontar Cora i Frank, acusa només Cora. La intel·ligent estratagema de l'advocat de Cora impedeix el processament, i Cora és absolta. Frank i Cora finalment arrenquen junts la seva relació tumultuosa, i ara pensen en un futur junts. Però quan sembla que es preparen per viure feliçment, Cora mor en un accident de cotxe.

### Diferències amb la novel·la
La diferència principal entre aquesta adaptació i la novel·la original és el final. A la novel·la, Frank és declarat culpable de matar Cora, irònicament, ja que la seva mort veritablement és un accident.

## Repartiment
Jack Nicholson	 .... 	Frank Chambers
Jessica Lange	.... 	Cora Smith
John Colicos	.... 	Nick Papadakis
Michael Lerner	.... 	Mr. Katz
John P. Ryan	.... 	Kennedy
Anjelica Huston	.... 	Madge
La pel·lícula és molt famosa per l'escena d'amor en la taula de la cuina, que és tan intensa que molts creien que el Lange i Nicholson estaven tenint realment sexe en pantalla. Tanmateix, això va ser totalment desmentit per tots els implicats.
En un paper que no surt als crèdits, Chuck Liddell, que més tard esdevindria campió de lluita, interpreta un boy scout a la pel·lícula.

## Altres versions de la història
- Ossessione (1943, pel·lícula italiana)
- The Postman Always Rings Twice (1946)
- The Postman Always Rings Twice (1982, òpera)
- Jerichow (2008, pel·lícula alemanya)